# Cella fotovoltaica perovskitica
Le celle perovskitiche sono un particolare tipo di celle fotovoltaiche che utilizzano come materiale assorbente un materiale con struttura perovskitica, ovvero che presenta lo stesso tipo di cella cristallina del CaTiO3. Su queste celle, a partire dal 2009, si è concentrata un'intensa attività di ricerca, grazie alla potenziale alta efficienza, basso costo di produzione e facilità nella processabilità, caratteristiche che le rendono potenzialmente molto appetibili dal punto di vista industriale.
In pochi anni hanno conseguito risultati migliori delle celle organiche e dei materiali ibridi arrivando ad un massimo rendimento, raggiunto nel 2017, del 29.5%. Proprio questi dati rendono le celle perovskitiche la tecnologia solare che ha segnato il maggiore sviluppo negli ultimi anni.
Tuttavia, il passaggio alla produzione in serie non è ancora stato possibile in quanto le celle solari perovskitiche presentano problemi di degrado, arrivando a perdere anche l'80% dell'efficienza iniziale nelle prime 500 ore di utilizzo. Oltre a questo, vi sono anche altre problematiche come la presenza del Piombo e la difficoltà di formare strati molto estesi.

## Storia
Il primo utilizzo di materiali a struttura perovskitica all'interno delle celle fotovoltaiche risale al 2009, anno in cui Miyasaka et al. incorporarono in una cella di Grätzel una perovskite ibrida a base di alogenuri organo-metallici, usandola come colorante sullo strato mesoporoso di TiO2. Con questa cella si raggiunse un rendimento (power conversion efficiency o PCE) del 3.8%. Tuttavia, a causa della soluzione redox presente nella cella, il rivestimento perovskitico è rimasto stabile solamente per pochi minuti finendo con il degradarsi.
Dopo un periodo di stallo nella ricerca, Park et al. nel 2011 migliorarono questa tecnologia arrivando ad ottenere un PCE del 6.5% ma rimase comunque l'unico articolo pubblicato sull'argomento in quell'anno. Solamente un anno dopo, Henry James Snaith e Mike Lee realizzarono una cella che sostituiva la soluzione redox presente nella precedente architettura, con uno strato solido di un polimero spiro-OMeTAD che fungeva da conduttore di lacune (HTM) raggiungendo un PCE di 10%.
Successivamente nel 2013 si sono sviluppate notevolmente sia tecnologie basate sugli ossidi mesoporosi che sulle giunzioni planari, agendo su metodi diversi di deposizione e raggiungendo così efficienze del 12-15%.
Nel dicembre 2015 il record di efficienza arrivò al 21% fino al 22.7% del 2017.

## Caratteristiche delle perovskiti più utilizzate

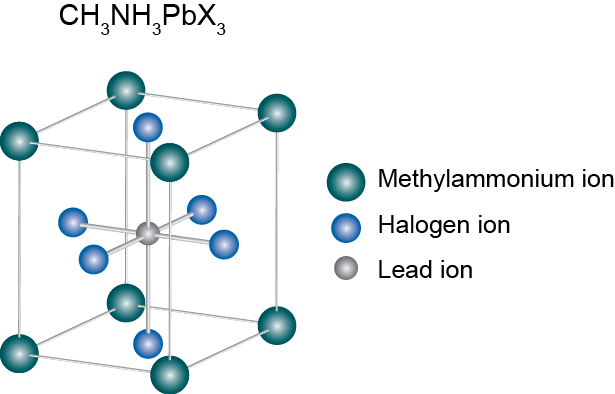
Illustrazione grafica della cella elementare della perovskite comunemente utilizzata nelle celle fotovoltaiche.

La perovskite vera e propria è un minerale trovato per la prima volta nel 1839 sui monti Urali, composta da un ossido di Calcio e Titanio – CaTiO3 che prese il nome dal mineralogista russo Lev Perovski. Tale nome è diventato in seguito sinonimo anche di tutti quei composti che hanno la stessa struttura cristallografica del minerale: ABX3 dove A è un catione atomico o molecolare al centro di un cubo, B sono cationi posti ai vertici del cubo e X atomi più piccoli caricati negativamente posti sulle facce del cubo e che compongono strutture ottaedriche in B su ciascun vertice del cubo. Dipendentemente dal tipo degli atomi o molecole scelte si possono ottenere materiali con caratteristiche peculiari e molto interessanti, quali superconduttività, fotoluminescenza, che ne permettono l’impiego in molti campi.
Nel caso delle celle solari perovskitiche i risultati più salienti ed interessanti si sono ottenuti con strutture ibride organiche-inorganiche in cui: A è un catione organico di metil-ammonio, B è un catione inorganico generalmente Piombo (+2), Stagno o Germanio, mentre X è l’anione alogenuro (cloruro, ioduro, bromuro).

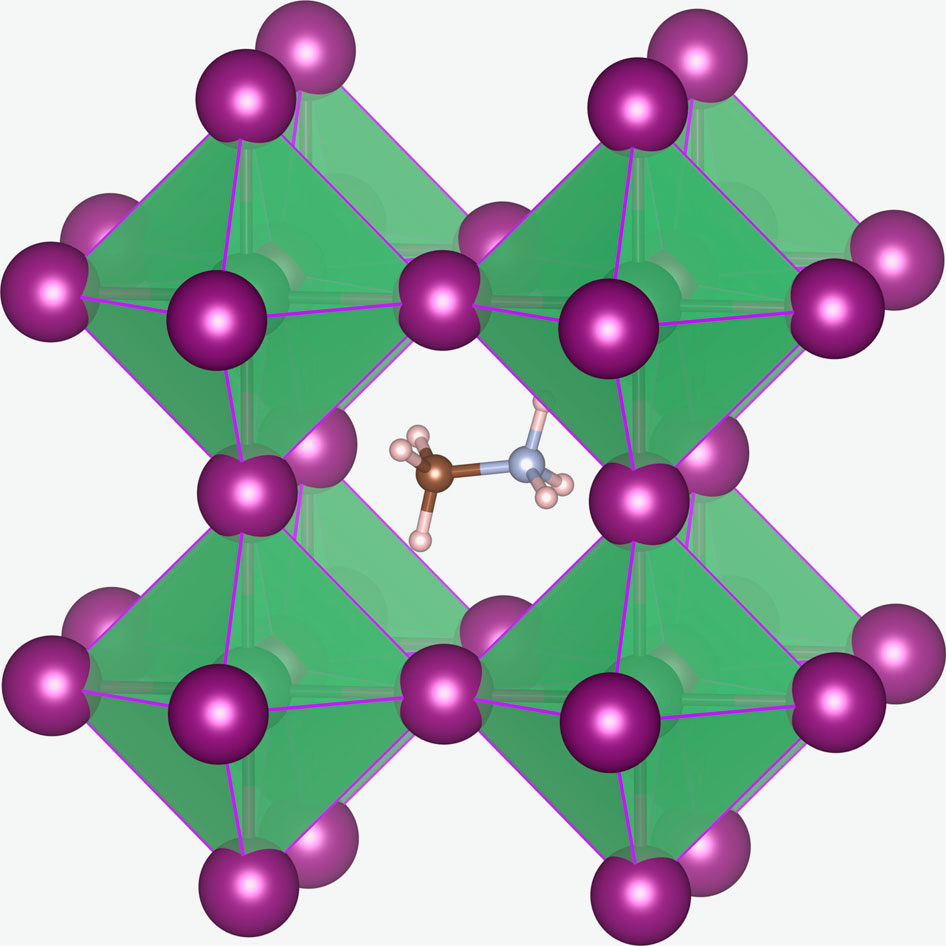
Struttura cristallina delle perovskiti CH3NH3PbX3. Il catione metil-ammonio (CH3NH3+) è circondato dagli ottaedri PbX6.

Il fattore di tolleranza t è determinante nella struttura della perovskite e dipende dai raggi delle specie atomiche/molecolari. La formula è data da:
{\textstyle \tau =(r_{A}+r_{X})/({\sqrt {2}}(r_{B}+r_{X}))}
In cui rA,rB  e rX  sono i raggi degli ioni rispettivi. Per ottenere una struttura cubica ideale, con il massimo della simmetria, il valore di τ deve essere molto vicino a 1; affinché ciò venga rispettato lo ione A deve essere più grande dello ione B.
Siccome nelle perovskiti a base di alogenuri usate nelle celle solari il sito B è solitamente occupato da Pb o Sn che sono atomi già abbastanza grandi, si è dovuta trovare una molecola ancora più grande per garantire la stabilità della struttura cristallina cubica, come il metil-ammonio. Con un valore di t compreso fra 0,89 e 1 si ha una struttura cubica mentre valori più bassi portano ad avere una struttura meno simmetrica tetragonale o ortorombica. I valori di t tipici delle perovskiti con alogenuri sono fra 0,81 e 1,11. In queste strutture il fattore ottaedrico m = rB/rX è compreso fra 0,44 e 0,90.
Il composto perovskitico più studiato e che ha permesso di ottenere i migliori risultati è il tri-alogenuro di Piombo e metil-ammonio ({\displaystyle {\ce {CH3NH3PbX3}}}, di seguito anche indicato come MAPbX3), caratterizzato da una banda proibita (band gap) ideale fra 1,5 e 2,3 eV , in grado di fornire elevati valori di efficienza energetica. La tossicità del Piombo ha portato a studiare perovskiti a base di altri ioni quali lo Stagno (CH3NH3SnI3) che hanno un band gap potenziale di 1,3 eV ma che presentano valori di efficienza inferiori a causa della variazione della struttura elettronica dovuta all’ossidazione dello ione Stagno da Sn+2 a Sn+4. Parallelamente sono state studiate perovskiti in cui è stato sostituito il catione organico, metil ammonio, con il formamidinio, più grande, per aumentarne la stabilità. Anche composti con co-presenza di specie anioniche diverse quali bromuro o ioduro sono oggetto di studio ed hanno evidenziato buone caratteristiche e possibilità di applicazioni. Altri promettenti esperimenti vedono la sostituzione del piombo con 3 atomi di bismuto e uno di argento.

## Meccanismo di funzionamento

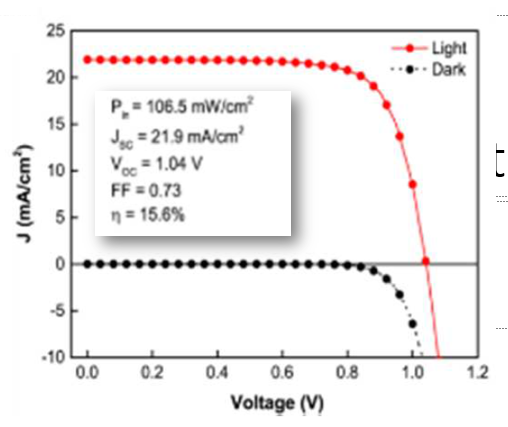
Tipiche caratteristiche corrente-tensione per celle perovskitiche illuminate ed al buio. Nel riquadro alcune figure di merito che ben rappresentano i valori tipici per le migliori celle di questo tipo.

In quanto celle fotovoltaiche, anche il funzionamento delle celle perovskitiche conduce sostanzialmente ad una conversione diretta dell’energia della radiazione solare in energia elettrica. Essendovi attualmente in sviluppo celle perovskitiche con diverse architetture, ed essendovi inoltre ancora dibattito su alcuni aspetti del meccanismo con cui queste funzionano, ci concentreremo in questa sezione nel delinearne unicamente gli aspetti generali di funzionamento.
In particolare, in figura si può vedere la curva caratteristica corrente-tensione di una cella perovskitica basata su {\displaystyle {\ce {CH3NH3PbI_{3-x}Cl_{x}}}}, assieme ad alcune figure di merito che ben rappresentano i valori tipici per questo tipo di celle.
La generazione di corrente elettrica a partire da radiazione elettromagnetica all’interno di qualsiasi tipo di cella fotovoltaica può essere schematicamente suddivisa in tre passaggi: assorbimento dei fotoni, separazione delle cariche e trasporto di queste ultime. Di seguito descriveremo le caratteristiche di ciascuno dei tre passaggi per il caso particolare delle celle perovskitiche.

### Assorbimento
In materiali semiconduttori ed isolanti, che presentino dunque un band gap al livello di Fermi, un fotone in arrivo con energia superiore a tale band gap può venire assorbito, eccitando un elettrone dalla banda di valenza (orbitali HOMO per sistemi a livelli discreti) a quella, vuota, di conduzione (orbitali LUMO per sistemi a livelli discreti). Sono questi elettroni, assieme alle lacune elettroniche lasciate in banda di valenza, a contribuire alla corrente elettrica generata nelle celle fotovoltaiche (effetto fotovoltaico).
Un primo importante dato riguardante le perovskiti, e che le differenzia dai classici moduli in silicio, è la presenza di una banda proibita diretta (almeno per quanto riguarda le più usate MAPbI3) che garantisce coefficienti di assorbimento elevati e dunque la possibilità di avere buone prestazioni di assorbimento già con strati di materiale piuttosto sottili (tipicamente qualche centinaio di nm a fronte di centinaia di µm per il silicio convenzionale).
Ora, dato lo spettro solare, si trova che vi è, per celle a singolo materiale assorbente, un’ampiezza di banda proibita ideale per massimizzare la potenza prodotta (infatti la quantità di frequenze assorbibili, e dunque la corrente, è inversamente proporzionale all’ampiezza di band gap, mentre il massimo voltaggio ottenibile in uscita dalla cella risulta proporzionale all’ampiezza della banda proibita). Tale ampiezza ideale è calcolata in approssimativamente 1.4 eV, valore molto vicino agli 1.55 eV delle perovskiti maggiormente usate: {\displaystyle {\ce {MAPbI3}}}. In particolare, per queste ultime, il limite di Shockley–Queisser risulta essere di circa il 31% di rendimento per condizioni di AM1.5 e 1000W/di potenza irradiata.

Riguardo a questo aspetto, un altro punto di forza delle perovskiti, interessante anche per celle tandem, è la possibilità di variare l’energia di band gap variando gli elementi utilizzati nella struttura {\displaystyle {\ce {AMX3}}} oppure usando soluzioni solide di diversi materiali perovskitici, nonché variando parametri come pressione e temperatura.

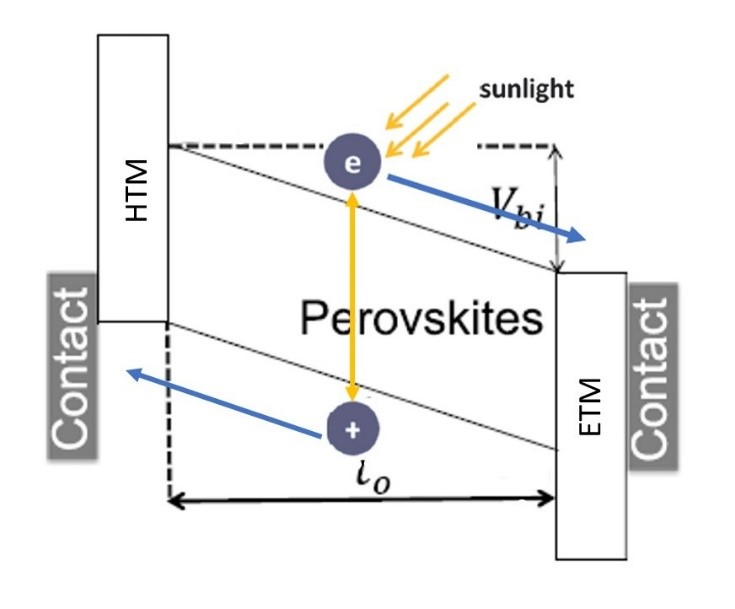
Resa grafica della generazione di corrente all'interno di una cella perovskitica, modellizzata come giunzione p-i-n. La doppia freccia gialla indica la separazione di lacuna ed elettrone all'arrivo dei fotoni sul materiale, mentre le frecce blu indicano la deriva di questi ultimi all'interno della giunzione verso i contatti.

### Separazione delle cariche
L’eccitazione, da parte di un fotone, di un elettrone in banda di conduzione può generare, a seconda dei casi: due cariche indipendenti (un elettrone in banda di conduzione e una lacuna in banda di valenza), oppure un eccitone, ovvero un sistema legato elettrone-lacuna. La prima situazione, tipica del silicio, è la più efficiente, in quanto produce cariche pressoché libere, ed è la stessa che si ritrova nelle celle perovskitiche. I materiali perovskitici più usati presentano infatti energie di legame per sistemi elettrone-lacuna molto piccole, dell’ordine di al più 50 meV. Questi sistemi elettrone-lacuna sono dunque approssimabili a pressoché liberi a temperatura ambiente (anche se l'energia di legame aumenta al diminuire della dimensionalità dell’assorbitore perovskitico, ciò non ha tuttavia impedito lo sviluppo di celle con strutture perovskitiche a basse dimensioni).

### Trasporto delle cariche
Come meccanismo di trasporto è stato proposto un modello in cui la perovskite ricopre il ruolo di strato intrinseco in una giunzione p-i-n, mentre gli strati HTM ed ETM (vedi architettura delle celle) ricoprono rispettivamente il ruolo di semiconduttori p ed n (modelli alternativi prevedono, ad esempio, una giunzione ppn). Analogamente a quanto accade in una cella convenzionale al silicio le cariche vengono dunque definitivamente separate ed attirate verso i rispettivi elettrodi dai campi elettrici built-in presenti nella giunzione, andando a costituire la corrente fotogenerata.
Tale processo è facilitato dalle eccellenti proprietà di conduttori ambivalenti delle perovskiti, che presentano alti valori di libero cammino medio sia per elettroni che per lacune (valori presenti in letteratura indicano almeno 100 nm per {\displaystyle {\ce {CH3NH3PbI3}}}, e superiori al µm per {\displaystyle {\ce {CH3NH3PbI_{(3-x)}Cl_{x}}}}), permettendo quindi di utilizzare nelle celle spessori di perovskiti anche di qualche centinaio di nanometri senza sensibile ricombinazione dei portatori di carica, con conseguente migliore assorbimento della radiazione solare.
Ad ulteriore supporto delle eccellenti proprietà conduttrici delle perovskiti sono stati condotti calcoli DFT che hanno evidenziato, per il materiale più usato, {\displaystyle {\ce {CH3NH3PbI3}}}, masse efficaci piuttosto basse per entrambi i portatori di carica ({\displaystyle m_{e}^{*}=0.23m_{0}} ed {\displaystyle m_{h}^{*}=0.29m_{0}}, dove {\displaystyle m_{0}} è la massa a riposo dell’elettrone).
Su queste basi si possono dunque scrivere le equazioni per la dinamica di elettroni e lacune in condizioni stazionarie all'interno della giunzione:
{\displaystyle D_{n}{\partial ^{2}n \over \partial x^{2}}+\mu _{n}E(x){\partial n \over \partial x}+G(x)-R(x)=0}
{\displaystyle D_{p}{\partial ^{2}p \over \partial x^{2}}-\mu _{p}E(x){\partial p \over \partial x}+G(x)-R(x)=0}
Dove n (p) è la concentrazione degli elettroni (lacune), D e µ sono i coefficienti di diffusione e mobilità, G ed R i coefficienti di fotogenerazione e ricombinazione considerati dipendenti dalla posizione. Infine, E è il campo elettrico, anch’esso dipendente dalla posizione.
Tipiche approssimazioni sono porre R(x)=0 (valido per strati di assorbitore sottili rispetto al cammino medio delle cariche), campo elettrico ideale (uniforme) per giunzioni p-i-n: {\displaystyle E(x)=E={\Delta V_{bi} \over l}}, dove {\displaystyle \Delta V_{bi}} è la differenza di potenziale built-in ed {\displaystyle l} lo spessore della zona i. Si può infine porre {\displaystyle G(x)=G_{eff}e^{x \over \lambda }} secondo la legge di Lambert-Beer. Da queste approssimazioni si può giungere a delle soluzioni analitiche per le caratteristiche corrente-tensione delle celle, soluzioni che, benché risultino piuttosto complesse, ben ricalcano l'andamento reale di tali curve.

## Architettura delle celle
Le architetture delle celle che si basano su un materiale semiconduttore di tipo organico-inorganico, che ha la struttura policristallina della perovskite (prevalentemente il {\displaystyle {\ce {CH3NH3PbI3}}}), si possono principalmente dividere in due categorie: quelle con struttura basata su di uno strato mesoporoso di un ossido metallico (tipicamente TiO2) e quelle che presentano delle eterogiunzioni planari.

### Celle perovskitiche basate su una struttura mesoporosa di ossido metallico
Nel primo lavoro di Miyasaka et al. viene riportato il primo utilizzo della perovkitite ibrida, in particolar modo del {\displaystyle {\ce {CH3NH3PbI3}}}, come colorante in una cella di Grätzel con fase liquida, raggiungendo una efficienza di conversione (PCE) di 3.81% con una copertura quasi completa dello spettro del visibile. Tipicamente, questa architettura consiste in una struttura a sandwich, con un elettrolita liquido (principalmente la coppia redox I-/I3-) fra un contro elettrodo in Pt e un anodo formato da uno strato mesoporoso di TiO2 sensibilizzato con del colorante che ha il ruolo di assorbitore della radiazione solare.
Un po’ di tempo dopo, Park et al. fabbricarono lo stesso tipo di cella, con la differenza che usarono quantum dots (QDs) perovskitici di 2-3 nm su uno strato mesoporoso di circa 3.6 µm di TiO2, riuscendo a portare il PCE a 6.54% ma evidenziando il problema di questo tipo di architetture: la presenza dell’elettrolita faceva dissolvere gradualmente la perovskite portando ad una rapida riduzione del rendimento.
Per questa ragione, Grätzel and Park et al. cambiarono completamente l’architettura della cella, passando all’architettura delle celle di Grätzel a stato solido. In questa configurazione, all’interno dei pori di TiO2 e al di sopra dello strato mesoporoso e di uno strato perovskitico, è stato aggiunto un materiale in grado di catturare e trasportare le lacune generate (hole trasport material, HTM), una molecola organica chiamata spiro-MeOTAD, che ha portato il PCE a raggiungere valori prossimi a 9.7%. Valori di PCE più elevati sono stati poi ottenuti, sempre nella stessa configurazione, sostituendo allo spiro-MeOTAD altri composti organici come la PTAA (poly-triarylamine) o dei derivati del pirene, arrivando a PCE anche del 15%.

Queste architetture, illustrate fino ad ora, fanno parte delle cosiddette celle solari con uno strato mesoporoso “attivo”, nel senso che lo strato di ossido mesoporoso partecipa attivamente alla separazione della coppia elettrone-lacuna.

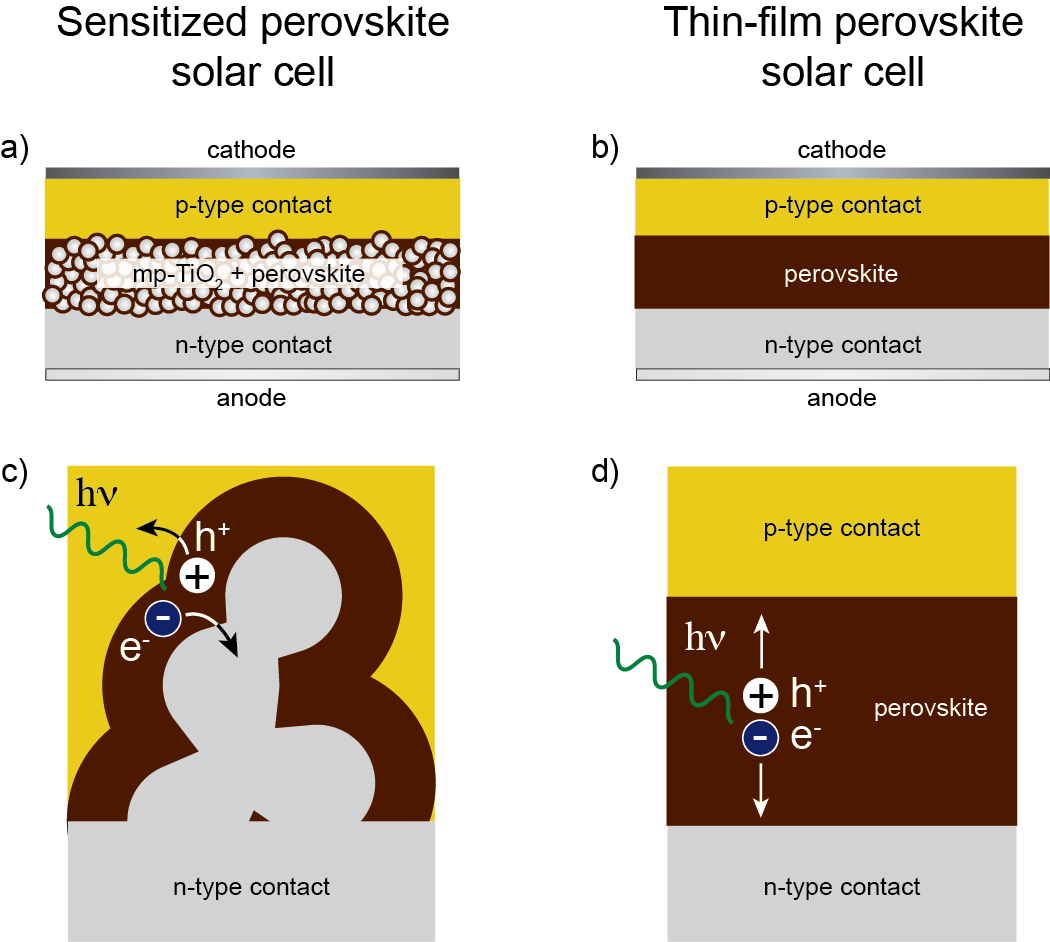
a) nella foto viene illustrata la struttura di una cella solare perovskitica mesoporosa con strato attivo di TiO_{2} il cui funzionamento è spiegato nello spaccato c). La figura b) invece rappresenta una tipica configurazione n-i-p con il funzionamento riportato sotto d).

Sempre nello stesso periodo, Lee et al. utilizzarono l’Al2O3 al posto del TiO2 con una perovskite ibrida mista {\displaystyle {\ce {CH3NH3PbI_{3-x}Cl_{x}}}} accoppiata sempre con uno strato di spiro-MeOTAD arrivando a PCE di 10.9% e ottenendo quelle che sono state chiamate celle solari meso-strutturate (MSSCs). Queste sono classificate sempre come celle solari con strato mesoporoso, ma questa volta lo strato viene chiamato “passivo” nel senso che serve solamente come supporto per la perovskite, che in questo caso non funge solamente da colorante ma anche da trasportatore delle cariche generate. Questa scoperta ha in brevissimo tempo portato alla consapevolezza di poter ottenere celle che non presentavano una struttura mesoporosa ma che, al contrario, fossero costituite da un film di perovskite, andando ad ottenere le celle ad eterogiunzione planare (planar heterojunction solar cells PHJ).

### Celle perovskitiche basate sulle eterogiunzioni planari
Il primo tentativo fu portato a termine sempre tramite il lavoro di Lee et al che però ottennero un PCE molto basso, di 1.8% a causa della difficile omogeneizzazione dello strato depositato; solo in seguito, sempre loro, riuscirono ad arrivare a valori di 11.4% solamente ottimizzando la formazione dello strato. Le celle solari PHJ sono divise in due categorie a seconda dell’impaccamento degli strati e sono la struttura n-i-p e la struttura p-i-n o “invertita”.

#### Struttura n-i-p
Normalmente, l’architettura di questo tipo di celle è composta da uno strato continuo di perovskite che è direttamente a contatto con uno strato compatto di TiO2 e uno strato di HTM. Nelle strutture convenzionali (n-i-p), nella maggior parte dei casi si è ereditata la struttura delle celle con strato mesoporoso attivo: essenzialmente, uno strato di tipo n adibito alla funzione del trasporto degli elettroni (electron transporting materials ETM) è depositato sopra un substrato trasparente e conduttivo che funge da elettrodo. Al di sopra dello strato di tipo n vengono posizionati, nell’ordine, lo strato di perovskite, lo strato per il trasporto delle lacune (HTM) e infine il contro-elettrodo. I materiali più utilizzati come ETM sono l’ossido di titanio (utilizzato prevalentemente), l’ossido di zinco, oppure le nanoparticelle II-VI (e.g. CdSe); mentre tra gli HTM troviamo il famoso spiro-MeOTAD con altre molecole organiche come il P3HT oppure dei derivati idrofobici dell’oligotiofene (DR3TBDTT).

#### Struttura p-i-n
Le strutture p-i-n sono chiamate anche “invertite” in quanto presentano l’ordine invertito rispetto alle n-i-p e sono state sviluppate per prime da Guo et al nel 2013. La prima p-i-n impiegava una perovskite tra un polimero con un drogaggio di tipo p (PEDOT:PSS) e un derivato del fullerene con drogaggio di tipo n (PC61BM) solamente che in questo caso la luce attraversa prima lo strato con il drogaggio p al contrario di quello che accadeva precedentemente.5 Sebbene il PCE di questa prima cella fu minore rispetto a quelle mesoporose, questo lavoro ebbe una notevole importanza in quanto fu la prima cella ad essere costruita ad una T<150 °C. A partire da questa poi, si svilupparono numerose architetture diverse che portarono i PCE a livelli molto più elevati e allo stato attuale, questo tipo di celle sono le più promettenti.
Dal momento che la perovskite può fungere lei stessa da HTM, si sono sviluppate anche architetture senza nessun HTM da Etgar at al che hanno raggiunto un PCE di 8%.

## Processi di deposizione
Per realizzare le perovskiti esistono diversi metodi. Fra questi, quelli principalmente utilizzati sono:
- spin coating da soluzioni chimiche a uno o due step
- processo sequenziale
- deposizione da fase vapore a doppia sorgente
- deposizione assistita da fase vapore
Nella seguente trattazione dei metodi si è preso come riferimento la formazione del film perovskitico MAPbI3 ( ossia {\displaystyle {\ce {CH3NH3PbI3}}})
Spin coating: per quanto riguarda il metodo a uno step, si procede dissolvendo i precursori della pervoskite (PbI e MAI) in un solvente comune che nella maggior parte dei casi è dimetilformammide (DMF) oppure Butyloractone. Dopodiché la soluzione ottenuta viene depositata sui substrati tramite spinning. La rotazione del campione è molto rapida e questo consente di spargere il fluido sul substrato grazie alla forza centrifuga. Durante il processo il film si può assottigliare a causa dell’evaporazione dei solventi, che spesso sono molto volatili. Per garantire la formazione di un film consistente è necessaria una percentuale di massa in soluzione di circa il 40%.
Terminata la deposizione del film, il tutto viene inserito all’interno di un riscaldatore (fase di annealing) che completa la formazione della perovskite.
Il processo di spin coating a due step prevede invece la deposizione, a diversi tempi, delle due soluzioni (per esempio PbI /DMF e MAI/alcool isopropilico (IPA) )
Processo sequenziale: inizialmente si procede depositando la soluzione PbI /DMF ( il primo precursore ) mediante lo spinning; Dopodiché si immerge (dipping) il substrato in una seconda soluzione contenente MAI e alcool isopropilico( MAI/IPA, il secondo precursore). Ed è qui che avviene la reazione in sito con formazione della perovskite. Si conclude il processo mediante l’utilizzo di un riscaldatore che, a differenza del metodo precedente, ha il solo scopo di eliminare eventuali tracce di solvente residuo.
Questo metodo consente un controllo migliore della morfologia rispetto allo spin coating, evitando quindi il manifestarsi di maggiori disuniformità nello spessore della perovskite che porterebbero ad un funzionamento peggiore della cella.
Deposizione da vapori a doppia sorgente: è attualmente il metodo più costoso ma promette notevoli sviluppi futuri. Il processo prevede di inserire il nostro substrato all’interno di un macchinario (tenuto sotto condizioni di alto vuoto) che provvede a formare i vapori dei due precursori di nostro interesse (per esempio PbI2 e MAI) ed in seguito a spararli contro il substrato in modo tale da farli interagire, reagire ed infine depositare. Rispetto ai metodi precedenti, questo è il migliore in quanto a uniformità della copertura del film sul substrato.
Deposizione assistita da fase vapore: questo metodo combina il processo sequenziale e la deposizione assistita da fase vapore. L’alogenuro di piombo è depositato tramite spin coating e poi il MAI è vaporizzato sul PbI a 150 °C per almeno 2 ore in atmosfera azoto in modo da convertirlo tutto in perovskite.
Esattamente come per la deposizione da vapore a doppia sorgente ( ed in generale per i tutti i processi di deposizione mediante fase vapore), la copertura superciale del film è maggiore rispetto a quella che si riscontra nei film processati tramite soluzioni.

## Problematiche
La semplicità della tecnica di fabbricazione e la combinazione di rilevanti proprietà, quali la band-gap diretta, gli elevati coefficienti di assorbimento, la proprietà di trasporto di carica ambipolare, gli elevati valori della tensione a circuito aperto e della mobilità di carica, hanno reso il materiale con struttura perovskitica molto competitivo rispetto ai convenzionali semiconduttori. Nonostante ciò, ci sono ancora molti fattori da ottimizzare per consentire una concreta industrializzazione: la stabilità a lungo termine, la scelta di un materiale alternativo al piombo, il costo eccessivo per il completamento della cella, come la scelta degli strati trasportatori di lacune (hole transport material, HTM, in genere materiali organici) e del contatto elettrico di raccolta delle cariche (metalli preziosi quali oro, argento).
Una grande sfida per le celle solari perovskitiche (PSC) è l'aspetto della stabilità a breve e lungo termine. L'instabilità delle PSC è principalmente correlata all'influenza ambientale (umidità e ossigeno), influenza termica (stabilità intrinseca), riscaldamento sotto tensione applicata, influenza fotografica (luce ultravioletta) e fragilità meccanica.
Un fattore importante nel funzionamento di qualsiasi dispositivo è che sia stabile in aria senza l'uso di alcun tipo di incapsulamento.  Yang et al hanno confrontato i dispositivi immagazzinati in aria secca e in atmosfera di azoto e hanno dimostrato che è avvenuta la degradazione in aria del materiale peroskitico Omh  ( organometal halide), evidenziando in tal modo la necessità di protezione. Recentemente, è stato dimostrato che l'incapsulamento dell'assorbitore di perovskite con un composito di nanotubi di carbonio e una matrice polimerica inerte previene con successo l'immediato degrado del materiale esposto ad aria umida a temperature elevate. I nanotubi di carbonio, infatti, rendono la cella più stabile anche in condizioni di pieno irraggiamento solare.  Tuttavia, non sono stati ancora dimostrati studi a lungo termine e tecniche complete di incapsulamento per le celle solari di perovskite.
Nel caso dell'umidità, è stato scoperto che ha effetti sia positivi che negativi sulle celle solari di perovskite. Il processo di fabbricazione nella formazione del film e il movimento del bordo dei grani in condizioni di umidità controllata portano a una grande formazione di cristalli e alla riduzione dei fori di spillo del film. Questa ricostruzione del film accelera la nucleazione e la cristallizzazione della fase di perovskite. Una piccola quantità di acqua aiuta a rendere i film di perovskite lisci e densi.
Tuttavia, l’umidità resta una delle principali ragioni del degrado delle Omh-PSC.  Seok et al. raccomandano la fabbricazione delle Omh-PSC in atmosfera controllata con un livello di umidità minore dell’1%.
L'illuminazione UV può ridurre le prestazioni delle PSC a seguito di esposizione durante il funzionamento a lungo termine. Nella realizzazione di dispositivi in cui lo strato mesoporoso di TiO2 è sensibilizzato con un assorbitore di perovskite si nota un'instabilità ai raggi UV. La causa del declino osservato delle prestazioni del dispositivo di tali celle solari è legata all'interazione tra i fori fotogenerati all'interno del TiO2 e i radicali dell'ossigeno sulla superficie del TiO2. La conduttività termica, estremamente bassa misurata di 0,5 W / (Km) a temperatura ambiente in CH3NH3PbI3, può impedire una rapida propagazione del calore depositato dalla luce e mantenere la cella resistiva a sollecitazioni termiche che possono ridurne la durata. Il residuo di PbI2 nella pellicola di perovskite ha dimostrato sperimentalmente di avere un effetto negativo sulla stabilità a lungo termine dei dispositivi. Si ritiene che il problema di stabilizzazione venga risolto sostituendo lo strato di trasporto organico con uno strato di ossido di metallo, consentendo alla cella di conservare la capacità del 90% dopo 60 giorni.
Il campo delle PSC sta subendo un rapido sviluppo e la maggior parte dei tentativi di ricerca sono focalizzati sulla fabbricazione di dispositivi con migliori efficienze. Un argomento altrettanto vitale su cui si ci concentra è il miglioramento della stabilità. Sono stati già raggiunti buoni risultati, in quanto si è passati da un funzionamento di pochi minuti a migliaia di ore (2000 h). La conoscenza dei meccanismi di degrado, strutture e trasformazioni di fase sotto differenti condizioni operative giocano un ruolo chiave nella previsione del materiale e nel comportamento del dispositivo.